# Visions Fugitives
Die Visions fugitives op. 22 (deutsch: Flüchtige Erscheinungen) sind eine Sammlung 20 kurzer Klavierstücke des russischen Komponisten Sergei Prokofjew (1891–1953). Sie wurden zwischen 1915 und 1917 geschrieben und beziehen sich auf ein Gedicht des russischen Lyrikers Konstantin Balmont (1867–1942), der in einem Vers schreibt:
„In jeder flüchtigen Erscheinung sehe ich Welten, voll vom Wechselspiel der Regenbogenfarben...“

## Visions fugitives
1. Lentamente
2. Andante
3. Allegretto
4. Animato
5. Molto giocoso
6. Con eleganza
7. Pittoresco
8. Commodo
9. Allegretto tranquillo
10. Ridicolosamente
11. Con vivacità
12. Assai moderato
13. Allegretto
14. Feroce
15. Inquieto
16. Dolente
17. Poetico
18. Con una dolce lentezza
19. Presto agitatissimo e molto accentuato
20. Lento irrealmente